# Cazar un gato negro
Cazar un gato negro és una pel·lícula dramàtica espanyola del 1977 dirigida per Rafael Romero Marchent amb guió de Santiago Moncada.

## Sinopsi
Marta és una famosa cantant d'òpera que pateix una desil·lusió amorosa i li provocarà una forta crisi vital. Per aquest motiu in dia intenta suïcidar-se infructuosament, raó per la qual decideix autointernar-se en una clínica psiquiàtrica. Mentre és allí, la seva filla, qui sospita qui és el culpable de la crisi de la seva mare, s'acostarà a aquest home per venjar-se per tot el mal causat.

## Repartiment
- Sue Vanner ...	Ana
- Alberto de Mendoza	 ...	David
- Julia Gutiérrez Caba 	...	Marta
- Luis Prendes 	...	Doctor
- Eduardo Bea 	...	Pedro
- Antonio Vico	...	Miguel
- Raquel Rodrigo	 ...	Internada 1ª
- Alfonso Estela ...	Antiquari
- Barta Barri...	Cronometrador
- Helga Liné 	...	Gabriela

## Premis
Als Premis del Sindicat Nacional de l'Espectacle de 1976 va ser una de les 13 pel·lícules a concurs, però finalment no va rebre cap premi.